# ミンミンゼミ
ミンミンゼミ（ミンミン蟬、蛁蟟、学名 Hyalessa maculaticollis） はセミの一種。和名通りの「ミーンミンミンミンミンミー…」という鳴き声がよく知られている。
分類については従来までは属に Oncotympana が用いられていたが、フィリピン産のタイプ種との違いが指摘され、Hyalessa に変更された。
大陸産と区別するときは同種異名でHyalessa fuscata（Distant, 1905）という。

## 特徴
成虫の体長は33-36mmほど。幅が狭い頭部と太くて短い腹部を持ち、太く短い卵型の体型をしている。ただし翅が体に対して大きく、翅を含めるとアブラゼミとほぼ同じ大きさになる。体色は胸部と腹部の境界付近が白いが、他は黒地の地に水色や緑色の斑紋があり、日本産のセミとしては比較的鮮やかな体色をしている。黒斑部がほとんどなく青緑色主体の個体もおり、これらはミカドミンミンと呼ばれる。抜け殻はつやがなくアブラゼミと同じくらいの大きさ。
また、このセミはアブラゼミやニイニイゼミなどとは異なり、ヒグラシやエゾハルゼミと同じく森林性であるが、東京都区部や神奈川県横浜市、宮城県仙台市などでは例外的に街中でもミンミンゼミが数多く生息する。

## 主な分布
日本国内では北海道南部から九州とその周辺島嶼（対馬、甑島列島）にかけて分布する。北海道では孤立した生息地として道東の屈斜路湖に突き出た和琴半島がある。かつては北海道全域に生息していたが、気候の寒冷化に伴い分布北限が南下した際に、温泉や火山活動により地熱が高い所で生き残ったと推測されている。地元の昆虫研究家の観察によると、和琴のミンミンゼミの幼虫は多くが樹木に上らず、クマザサの葉裏で羽化する。
「和琴ミンミンゼミ発生地」は分布北限として、1951年に国の天然記念物に指定された。「和琴半島のミンミンゼミ個体群」が北海道のレッドリストの「地域個体群」の指定を受けている。
東日本では平地の森林に生息し、都市部の緑地などでも多いが、西日本では都市部にはほとんど生息しておらず、やや標高が高い山地を好んで生息している。成虫は7月-9月上旬頃に発生し、サクラ、ケヤキ、アオギリなどの木によく止まる。
アジア大陸では中華人民共和国華北地方や朝鮮半島に生息し、市街地で見られる。鳴き声は、日本産のミンミンゼミとはやや異なり、冒頭の「ミーン」がなくいきなり「ミンミンミンミンミー」となる（セミの方言）。また、対馬産のミンミンゼミの鳴き声もこれとよく似ており、東京周辺のミンミンゼミの鳴き声とは幾分異なっている。なおツクツクボウシも、日本産と大陸産とでは少し鳴き声が異なる。中国では、北京や大連などで多く、特に大連では非常に多い。

### 地域で異なる生息分布
日本のミンミンゼミは土地の気候条件によって分布する範囲が限定されやすい。そのためアブラゼミをはじめとする他のセミと比べ、非常にいびつな分布をしている。分布決定にはもちろん、他の原因（異種間の棲み分け、植生、土壌の湿度等）が絡むこともあるが、とりわけ重要な決定要因として気候が挙げられる。もっともこれはミンミンゼミに限らずほぼ全ての昆虫において見られる傾向であるが、とりわけミンミンゼミにおいてはこの傾向が強く見られる。これは、気候の変化に対するミンミンゼミの感度が強く、繊細な昆虫であることを意味する。

## 暑さに弱いとする説
ミンミンゼミは、アブラゼミやクマゼミと比べると暑さに弱い、とする説がある。
これは、著名な昆虫学者であった加藤正世の著作の「蝉の生物学」において、『関東ではミンミンゼミやヒグラシが平地のどこにでも棲んでいるが、関西では山地性で、麓の平地には見られないことが多い。このような違いは、きわめて微妙な温度（気温と地温）の違いに関係のあることであろう』と述べていることに発するものとみられる。
ただ、夏の暑さについて述べているわけではない点には注意が必要である。

### 暑さに弱いとする説の矛盾点
生息状況をもって「ミンミンゼミは暑さに弱い」とするには疑問が多い。たとえば、夏の暑さが厳しい埼玉県熊谷市や山梨県甲府市にも生息するという事実がある。また仮に暑さに弱いのであれば、秋など季節をずらして出現すればよく、ミンミンゼミが西日本に広く生息していない理由を説明できない。
甲府のミンミンゼミについては、体の黒味がほとんどないミカドミンミンが同盆地の夏の高温に対する耐性を身につけたタイプとして発生するという俗説もあるが、このミカドミンミンは、夏の暑さがとりたてて厳しくない特定の地域においても局所的に多発することが知られている。具体的には、山形県の飛島、新潟県の粟島がその代表例である。飛島ではとりわけミカドミンミンの発生確率が高い（全体の1割強）が、いずれの島も夏の気温は低めで過ごしやすい。
このため、「ミカドミンミンの発生と夏の気温の相関は無い」とする説が有力である。
なお、ミカドミンミンは山梨県のレッドリストで「要注目地域個体群」の指定を受けている。

## 傾斜地を好む傾向について
ミンミンゼミは傾斜地の樹木に生息することが多い。東京23区内でも、ミンミンゼミが多いのは傾斜地の公園であり、平坦な公園では少なくアブラゼミが主流となっている。
これは、ミンミンゼミの幼虫が傾斜地における土中を好んで生息するためである。後述のようにミンミンゼミの幼虫はやや乾燥度の高い土中を好むのであるが、傾斜地における土も日中は太陽の光が当たりやすく、高温乾燥状態となりやすいためこのセミにとっては良好な環境である。そして、乾燥した土を好むというこのような幼虫の性格を見越し、ミンミンゼミの成虫（メス）は傾斜地における木を選んで卵を産み付けるのである。
なお、ミンミンゼミが元々は低山帯の谷沿いに多く生息していて尾根沿いでは少ないのも、上述と同じ理由による。谷沿いは尾根沿いと比べて高温乾燥状態となりやすいため、谷沿いに繁殖しやすい。

## 夏の風物詩として
ミンミンゼミの鳴き声は、ヒグラシと同様に日本のドラマ、アニメなどの効果音としても使用されており、夏の風物詩として知られているが、ミンミンゼミの生息分布は東日本の太平洋側が中心である。
一方、東日本日本海側や西日本のミンミンゼミは山地に生息しており、人口の多い平地には基本的に生息しておらず、鳴き声を聞く機会は少ない。代わって、アブラゼミやクマゼミの生息数が多いため、これらのセミの鳴き声が夏の風物詩となっている。
なお、北海道や青森県の市街地では夏にセミ自体の声が少ないため、セミは夏の風物詩にはなっていない。

## 鳴き声
夏の風物詩ミンミンゼミのオスは午前中によく鳴き、鳴き声は大きな声で、人間の耳ではっきり聞き取れる。標準的な聞きなしとしては「ミーン・ミンミンミンミンミー…」などであり、この鳴き声を繰り返す。この「ミン」という鳴き声は、三回ぐらいのときもあれば、五、六回以上続くときもある。

### クマゼミとの関係
ミンミンゼミとクマゼミは、よく棲み分けをしていると言われる。
ただ、両種は異なる種であり、生態に違いのあることは当然であり、単に人間が体感的にそれらの違いを棲み分けと解釈しているのである。
例えば、セミの出現する時期、好みとする樹木・林の明るさ・樹木の幹の太さ、鳴いている時間帯などは種によって様々である。
このような違いがある一方で、セミの生息する密度が増すことで、生息分布が拡がり、生息域や鳴いている時期が重なることもある。
実際、ミンミンゼミとクマゼミにおいても同時期に出現する地域があり、高知県の桂浜、愛知県の渥美半島、伊豆半島など、各地にある。
これらの地域では、ミンミンゼミとクマゼミは同時に鳴いている時期がある。このような同時に鳴いている時期があることは、一方がもう一方を避けたり、追いやったりする状況にはない、すなわちミンミンゼミとクマゼミには明確な棲み分けはみられないことを示唆している。
東京都の沿岸部においてもクマゼミが徐々に定着してきており、クマゼミの増加とともにミンミンゼミの出現する時期と重なることで、やがて同時に鳴く時期が生じるようになるとみられる。
以下に、ミンミンゼミとクマゼミに関する様々な説を挙げておく。
- ミンミンゼミとクマゼミの鳴き声は、人間の耳で聞く限りは全く違って聞こえるが、この2種のセミの鳴き声のベースとなる音はほぼ同じであり、その音をゆっくりと再生すればミンミンゼミの鳴き声に、早く再生すればクマゼミの鳴き声となる。このように両種のセミの鳴き声には共通点があるため、クマゼミとミンミンゼミは互いに棲み分けをしていると言われる。
- クマゼミがほぼ終息した頃にミンミンゼミの発生が始まるという説がある。西日本の両種が生息している地域で、そのような傾向がある。特に、広島県東広島市の市街地では明確に棲み分けがなされているように見受けられる。
- ミンミンゼミとクマゼミはともに午前中によく鳴く種類であり、このことが両種のセミで時期的な棲み分けを必要としているという説がある。ただ、ミンミンゼミは一日中鳴いているセミであり、両種が棲み分けを要することには根拠が薄い。

## 初鳴の変化
ミンミンゼミの初鳴は、2020年度まで気象庁含む各地で生物季節観測されていた。
生物季節観測の推移は、ソメイヨシノの開花など、気候変動の目安として利用されるが、ミンミンゼミの初鳴の推移には特異な傾向が見受けられる。
例えば、関東甲信地方や東北地方ではミンミンゼミの初鳴が早まる傾向がある一方で、北陸地方や高知県では遅くなる傾向がある。2010年以降はこの傾向が特に顕著となり、近年、ミンミンゼミの初鳴が全国で最も早いのは埼玉県熊谷市で、7月中旬頃である。このことから、現在では、関東地方に住む人にとって、ミンミンゼミは盛夏に鳴くイメージのセミである。

### ミンミンゼミの出現条件
近年、関東甲信地方や東北地方でミンミンゼミの初鳴が早まる傾向がある。地球温暖化に伴う平均気温の上昇が、ミンミンゼミの初鳴と相関があるならば、全国的に初鳴が早まってよいものであるが、他の地域の初鳴には相関があまり見られない。これは、ミンミンゼミの出現のトリガーとして、気温以外に必要なパラメータがあることを示唆している。
その可能性として、ミンミンゼミが傾斜地を好む、すなわち乾燥した土壌を好む性質があると考えられる。ここで、土壌が乾燥する条件としては、降水量が少ない、日照が多い、黒ボク土など水はけの良い地質である、傾斜地、などが挙げられる。
乾燥した状態で地中温度が上昇することが、ミンミンゼミの出現のトリガーであるならば、近年のミンミンゼミの初鳴の推移を説明しやすくなる。

### 梅雨の影響
ミンミンゼミの初鳴については、夏の降水量すなわち梅雨の影響が大きいと考えられる。梅雨は、年によって、また地域によって千差万別ではあるが、平均的な特徴として、南に行くほど、そして西に行くほど、降水量は増える傾向がある。また梅雨明けの平年値は南ほど早く、北に行くほど遅くなる。
夏に降水量が多く、粘土質で水持ちが良い土壌の広がる西日本では、ミンミンゼミの生息域が限られている。傾斜地を除けば、降水量が比較的少ない瀬戸内地方や、あるいは黒ボク土が広がる山陰地方において、初鳴が安定的に観測が記録されてきた。兵庫県の神戸市や洲本市は途中で生物季節観測を取りやめてしまったが、松江市は2020年の観測終了時まで行われた。これらの地点の平年値は7月下旬頃である。
また、夏の降水量が比較的少なく、黒ボク土や関東ローム層が広がる東日本のエリアでは、ミンミンゼミは平地を含めて広く分布しており、初鳴は年々早まる傾向がある。中でも降水量が少ない山形、長野、甲府、熊谷市などは、全国的に見ても初鳴が早い。これらの地点より降水量が多い東京や横浜は初鳴が少し遅れ、関東地方で比較的降水量が多い前橋や宇都宮では初鳴の平年値は8月に入る。長野県においても、長野市と飯田市では初鳴の時期が10日以上ずれており、降水量が多い南信地方の飯田市（既に生物季節観測は終了）における平年値は8月上旬である。セミは梅雨明けよりも土壌が少し乾燥するのを待って出現する傾向がある。
また生物季節観測はされていないが、京都など西日本の各地において、ミンミンゼミが晩夏に鳴きはじめる点にも当て嵌まる。
一方、初鳴が年々遅くなっているエリアとして高知県や北陸地方がある。
高知県は、2020年に初鳴が、1981年の観測記録開始以降では最も遅い8月1日であったが、これは7月の記録的な長雨が影響しているとみられる。また北陸地方では初鳴が観測されない年が増えている。これらの地域は日降水量や時間降水量が増えて自然環境が変化し、ミンミンゼミの個体数が減少している可能性もある。
ミンミンゼミの初鳴き平年値　（気象庁のHPより一部抜粋）
| 観測点 | 平年値（’1991-‘2020） | 旧平年値(’1981-‘2010) | 新旧差 | 備考                          |
| ------ | --------------------- | --------------------- | ------ | ----------------------------- |
| 東京   | 7月21日               | 7月21日               | 差なし | 1996年より観測                |
| 横浜   | 7月20日               | 7月24日               | －4日  |                               |
| 熊谷   | 7月21日               | 7月26日               | －5日  | 2011年から10年平均では7月15日 |
| 仙台   | 7月26日               | 8月1日                | －6日  | 平年値の変化が最も大きい      |
| 山形   | 7月21日               | 7月25日               | －4日  |                               |
| 前橋   | 8月5日                | 8月7日                | －2日  |                               |
| 長野   | 7月19日               | 7月21日               | －2日  |                               |
| 金沢   | 8月8日                | 8月6日                | ＋2日  |                               |
| 松江   | 7月23日               | 7月24日               | －1日  |                               |
| 高知   | 7月12日               | 7月11日               | ＋1日  | 2011年から10年平均では7月16日 |
| 神戸   | －                    | 7月27日               | －     | 2002年観測終了                |
| 飯田   | －                    | 8月3日                | －     | 2006年観測終了                |

## 分布の今後の変化
ミンミンゼミには乾燥した土壌を好む性質があると考えられる。このことは、ミンミンゼミの分布が限定されることにつながる。
仮に植樹によって移動したとしても、土壌が不向きであれば非常に定着しづらいためである。
ただ、例外として、大阪湾内の埋め立て地や人工島には、今後定着する可能性がある。
降水量の面で見れば、大阪湾周辺の気候はミンミンゼミに不向きでなく、むしろ適しているとみられる。一方、土壌面では沖積層で湿地帯であったためにこれまで不適であった。しかしながら、都市開発が進む中で、乾燥した土壌を人工的に造成したことで、大阪湾周辺でミンミンゼミの鳴き声を聞く機会が増えている。
神戸市中央区のポートアイランドにミンミンゼミが定着しているのは、その先駆けとみられる。